# 近鉄18400系電車
18400系電車（18400けいでんしゃ）は、近畿日本鉄道が1969年（昭和44年）に導入した京都・橿原線系統向け特急用車両である。京伊特急用の狭幅車18200系の増備車で、狭幅車体ながら車両全長が20mに拡大された。同時期登場の大阪・名古屋線用12200系「新スナックカー」と外観や設備が類似することから、鉄道ファンからは「ミニスナックカー」と通称された。
1997年に団体専用に改造された編成があり、「あおぞらII」の名称を名乗っていた。
本項では大阪難波方先頭車の車両番号+Fを編成名として記述する（例：モ18401以下2両編成=18401F）。また、18400系解説用の画像は、あおぞらII用への改造後の画像を適時用いる。そのほかに、大阪上本町に向かって右側を「山側」・左側を「海側」と記述する。

## 概要
18400系は鳥羽線開業と志摩線の標準軌化・昇圧による京伊特急増発に備えて増備され、モ18400 (Mc)  - ク18500 (Tc) の2両固定編成・前面貫通型となっている。1970年（昭和45年）の日本万国博覧会（大阪万博）を目前に控えた1969年（昭和44年）から車両限界拡大工事完了直前の1972年（昭和47年）にかけて10編成20両が製造された。
「ミニスナックカー」の愛称はファン側から与えられた。誌上における近鉄関係者とファンとの座談会で、「ファンの皆さんからミニスナックカーの愛称を頂戴し、恐縮に存じます」と技術管理部課長が語っている。また、近鉄自身が18400系を指してミニスナックカーと記述している。

## 編成
新造当初の諸元に基づく編成表。後年のスナックコーナー撤去により定員の変更が生じた車両については、本文の解説を参照のこと。
| 項目＼運転区間 | ← 近鉄難波・京都賢島・橿原神宮前 → | ← 近鉄難波・京都賢島・橿原神宮前 → |
| 形式           | モ18400形 (Mc)                     | ク18500形 (Tc)                     |
| 搭載機器       | ◇,CON                              | ◇,MG,CP                            |
| 自重           | 36.0 t                             | 34.0 t                             |
| 定員           | 60                                 | 60                                 |
| 車内設備       | スナックコーナー                   | 洗面室・トイレ                     |

| 項目＼運転区間 | ← 近鉄難波・京都賢島・橿原神宮前 → | ← 近鉄難波・京都賢島・橿原神宮前 → |
| 形式           | モ18400形 (Mc)                     | ク18500形 (Tc)                     |
| 搭載機器       | ◇,CON                              | ◇,MG,CP                            |
| 自重           | 36.0 t                             | 34.0 t                             |
| 定員           | 64                                 | 60                                 |
| 車内設備       | 車内販売準備室                     | 洗面室・トイレ                     |

## 構造

### 車体
京都線の車両限界拡大工事は既に完了していたが、橿原線の工事が完了していなかったため、18200系同様に奈良・京都・橿原線系の縮小車両限界に準拠する狭幅車として設計された。それでも橿原線の曲線緩和工事の完了などにより、車体幅は2,670 mm、全長は大阪線系特急車と同等の20,640 mmに延伸されるなど当時の施設で許容しうる限界ぎりぎりまで拡大が図られている。
なお、初期車は不燃基準がA基準であったが、18403F以降は地下線走行を考慮しA-A基準に変更されている。

### 主要機器
主電動機は18200系と同じ三菱電機製MB-3127-Aである。主制御器も三菱電機製ABFMで18200系に準ずるが、第1・2編成のみ600/1,500 Vに対応する複電圧仕様の回路構成となっていた。ただし、目前に迫った昇圧工事を睨んで、切り替え装置は非搭載で、車庫や工場で回路を切り替える仕様となっていた。
これに対し、昇圧後に投入された第3編成以降は8400系や12200系と同様に1,500 V専用として竣工している。このため屋根の配管が最初の2編成と第3編成以降とで一部異なっている。
台車は18200系のKD-63系を改良した近畿車輛製KD-63D（モ18400形）・E（ク18500形）、ブレーキ（制動）方式はHSC-Dで、大阪線で運用される特急車の原則通り、青山峠越えに備えて抑速制動を装備する。
パンタグラフは18200系同様にモ18400形の運転席側とク18500形の連結面側に1台ずつ設けてあり、またその部分の屋根は低くなっているが、屋根の最大高そのものは車両限界拡大工事が進展した恩恵で18200系に比べて60 mm高く変更されている。
18200系までの京都・橿原線系特急車では、奈良電気鉄道以来の慣習で、電動車のパンタグラフが橿原神宮前方に配置され、制御車は京都方に連結されていたが、大阪線では電動車のパンタグラフは大阪方に配置されることが原則であったため、京伊特急運用で阪伊乙特急との併結時に運転台側にパンタグラフのある電動車同士が連結する際にはパンタグラフが極端な隣接配置となり、押し上げ力過剰で架線に悪影響を及ぼす危険性があったことと、昇圧・限界拡大工事完了後は他線の特急車と共通運用されることを考慮して、本系列では編成の向きを反転して京都方に電動車、橿原神宮前方に制御車という大阪線の12200系と共通の仕様に変更されている。
冷房装置は分散式ユニットクーラーである。

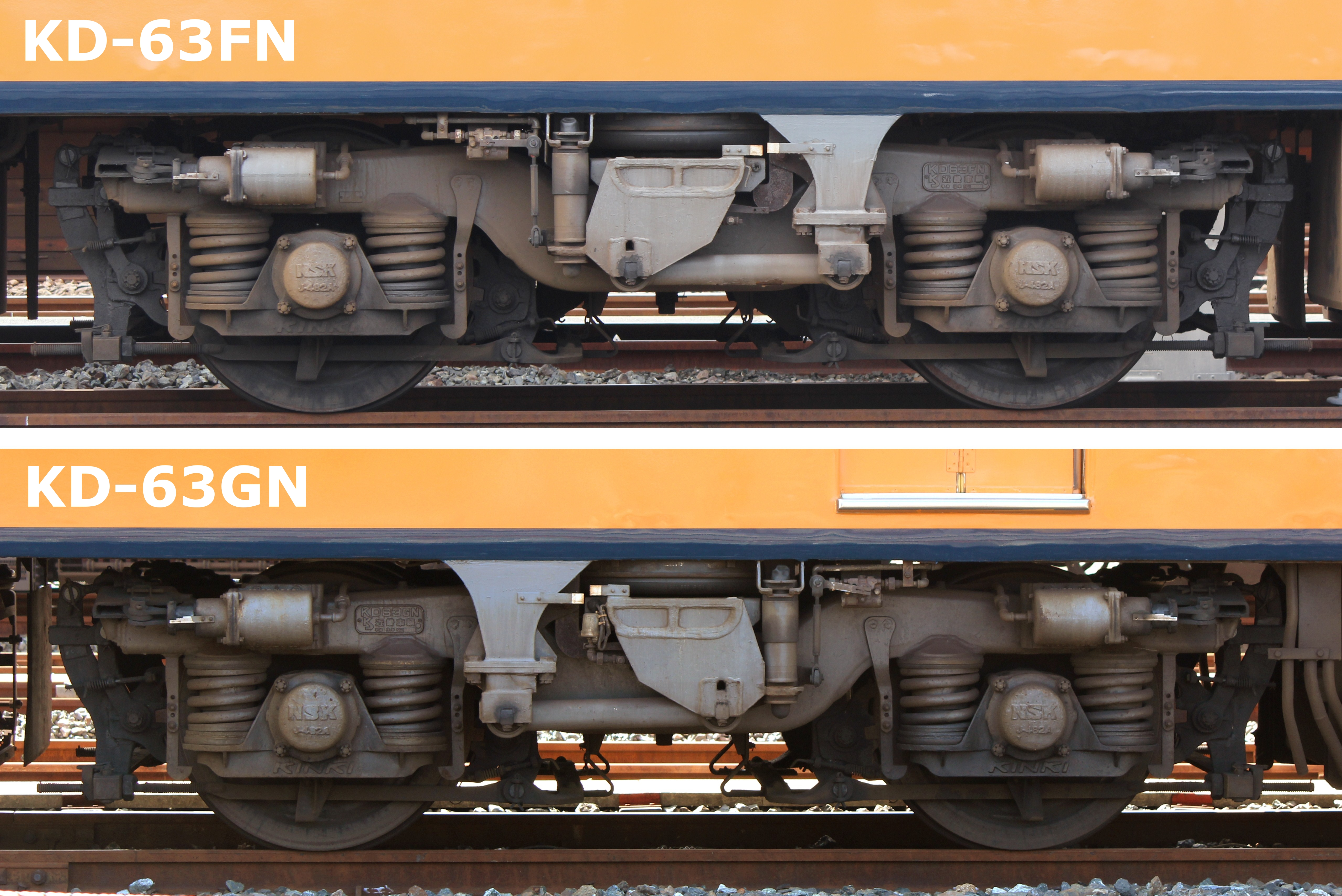
KD-63D台車 （写真上、現在はKD-63FN） KD-63E台車 （写真下、現在はKD-63GN）
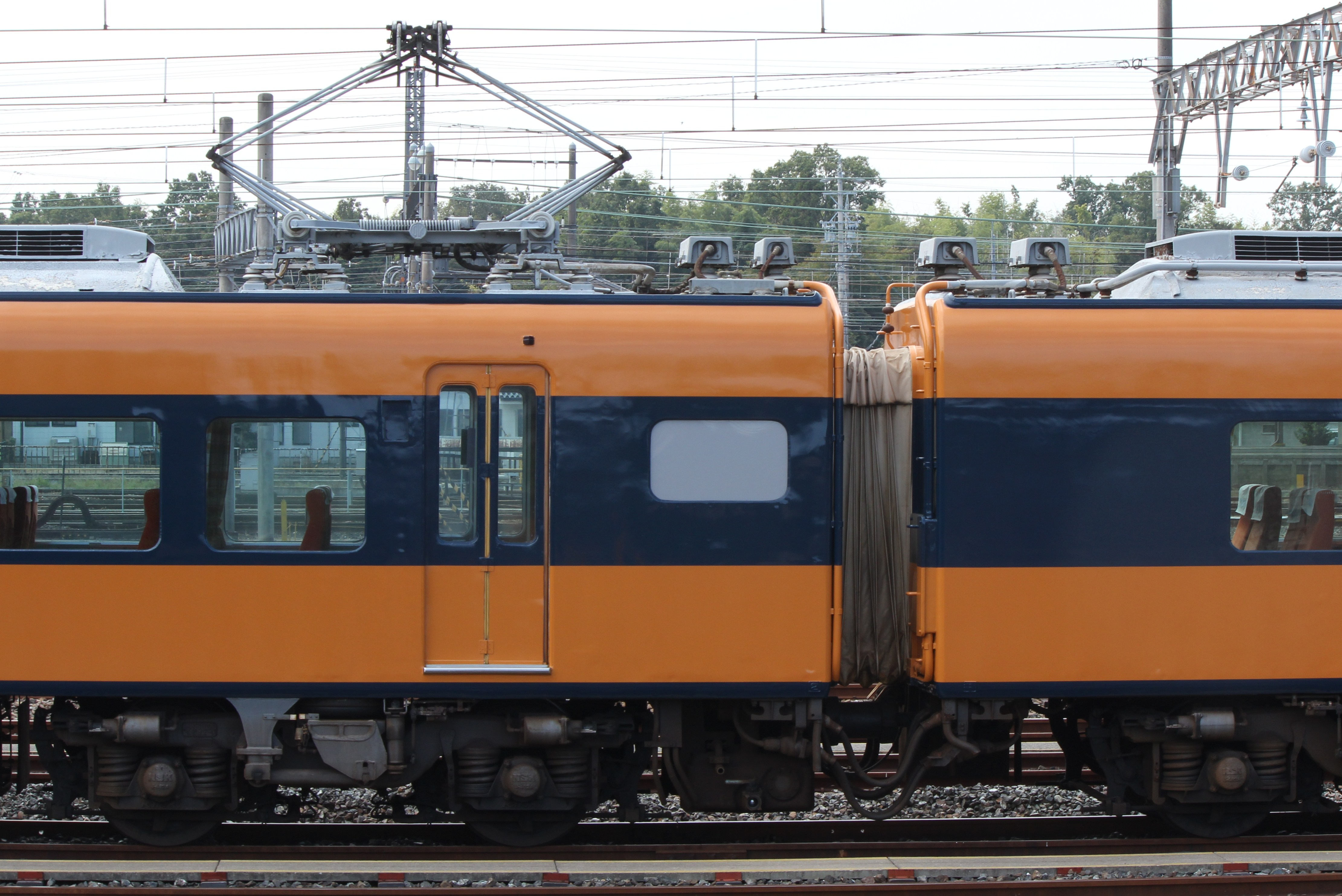
一段低い端部の屋根
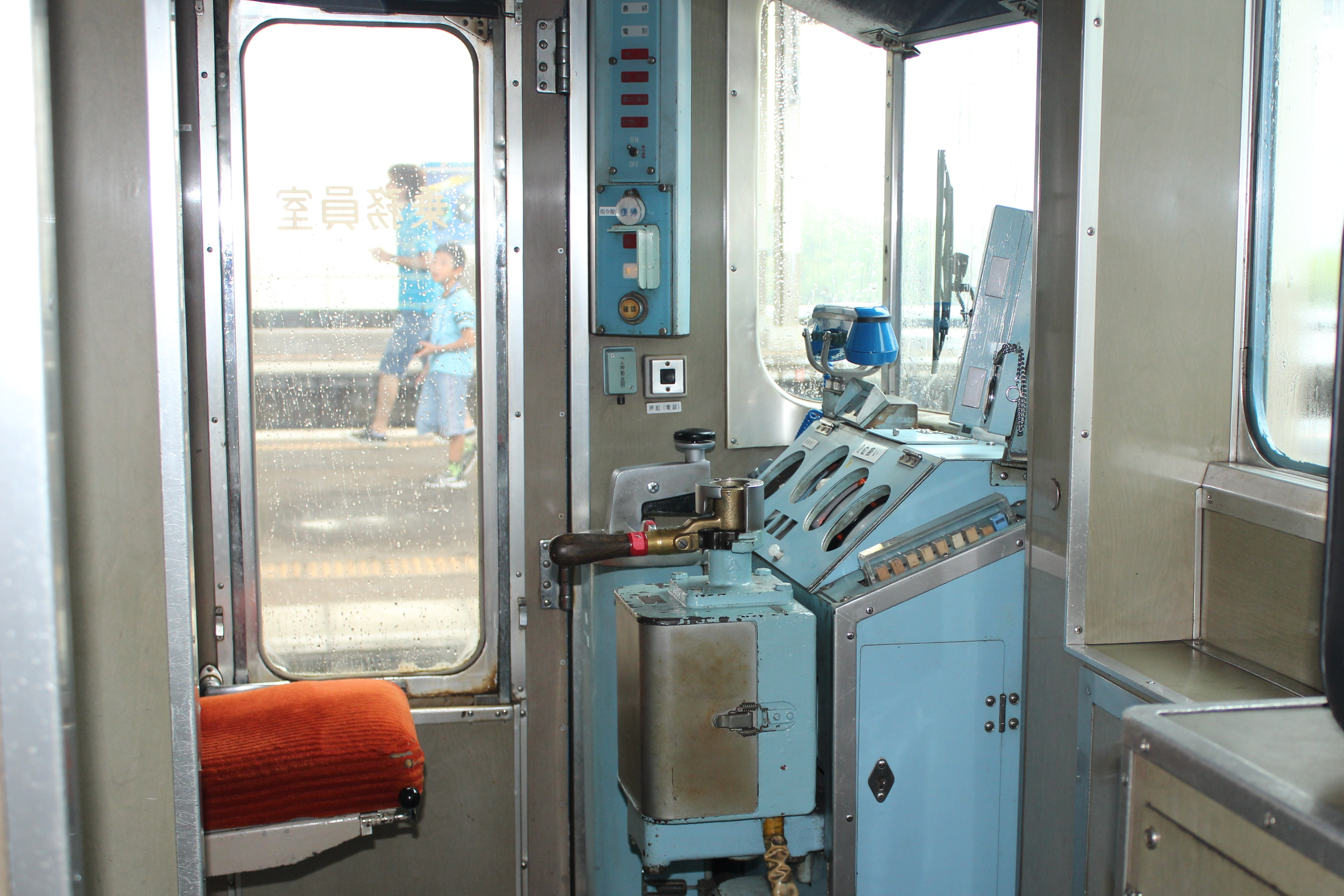
運転台は1960年代後半以降の標準仕様

### 車内設備

#### 座席
車内設備は、車両限界が厳しい中、側構を18200系の60mmからさらに薄くして50mmにして、新しく考案された偏心回転式のリクライニングシートを採用した。この新機構は、一旦座席を通路側にスライドさせて壁とのクリアランスを確保した上で回転し、その後座席を窓側へスライドさせて着座時のポジションに戻すもので、この方式のリクライニングシートは以後の特急車各系列にも採用されている。ただし本系列は特に車体幅が狭いことから、窓側座席のひじ掛けが側窓テーブルの下に位置することになり、ひじをのせることはできない。さらに、ひじ掛け内蔵式テーブルも窓際の場合、側窓のテーブルに邪魔されてテーブルセットが不可能である。なお、座席幅は12000系比-35 mmの1,015 mmである。インテリアの色彩は当時のほかの特急車に準じている。

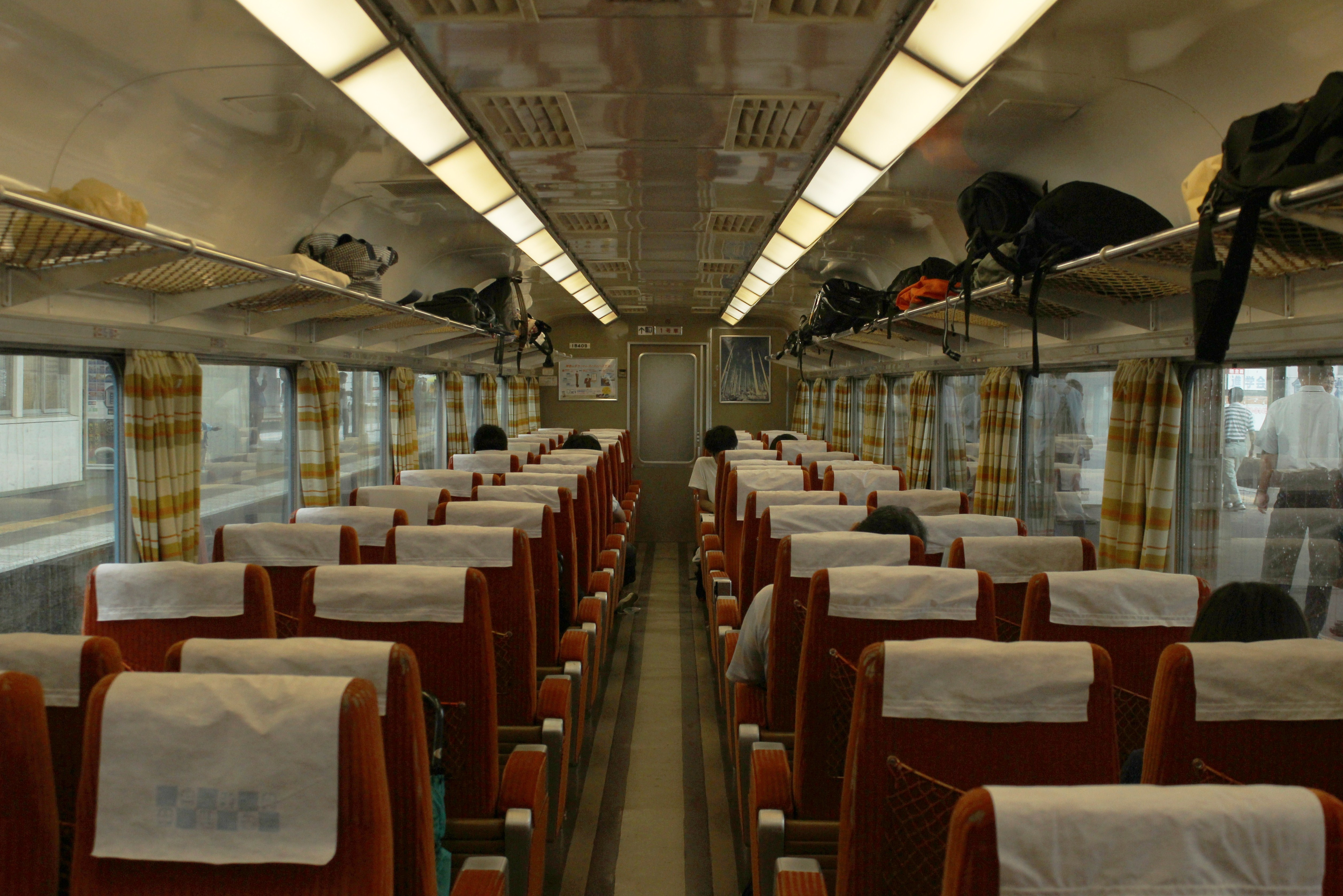
サニートーン化以外はほぼ原型の車内
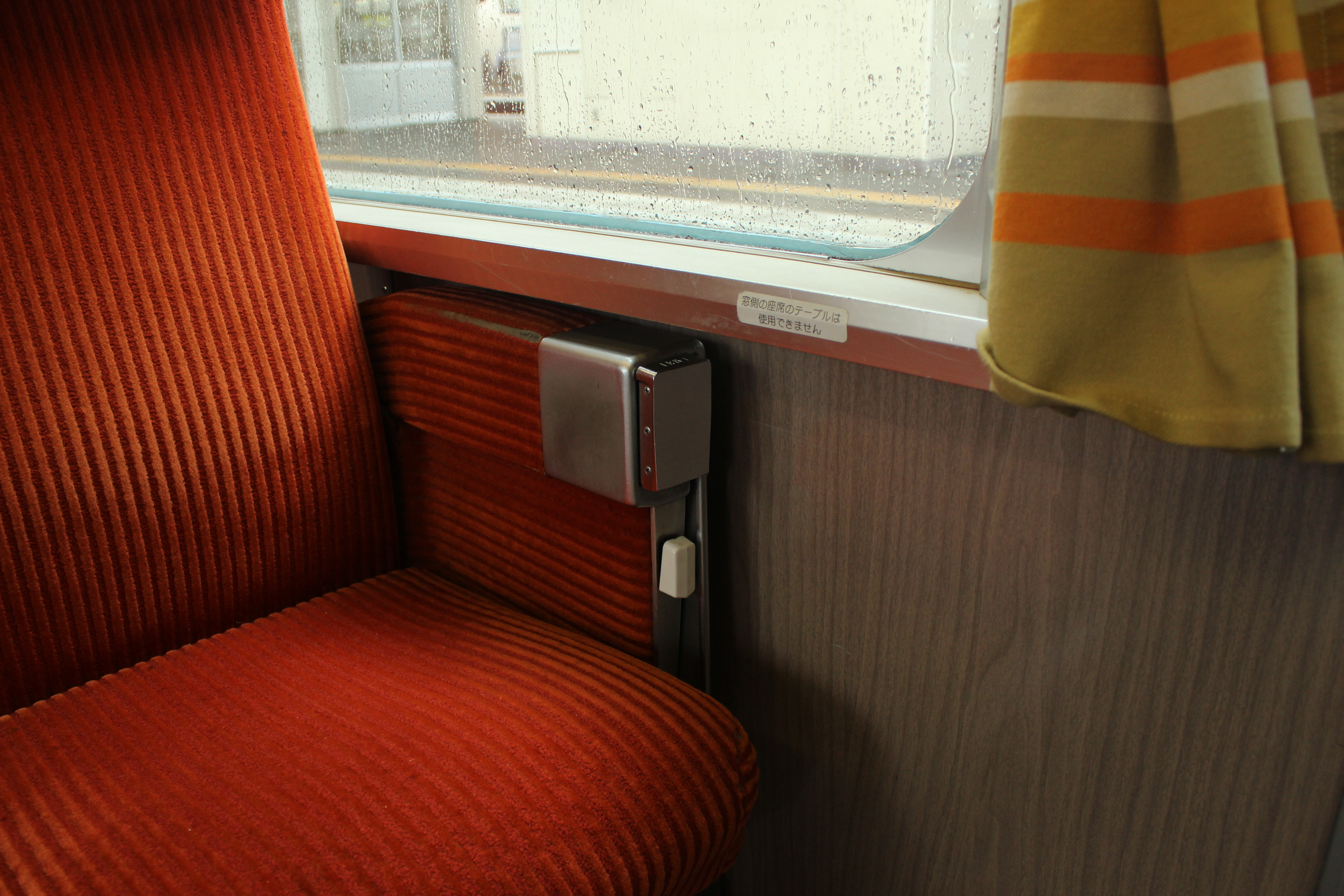
側窓テーブルの下に位置する座席肘掛 この状態でテーブルセットは不可能

#### スナックコーナー
モ18400形にはスナックコーナーが設けられた。なお、1972年（昭和47年）製造の第9・10編成は同時期製造の大阪・名古屋線向け12200系の仕様変更に準じてスナックコーナーを廃止し、これに代えて連結部に車内販売基地を設置している。このため、定員は64名で、スナックコーナー省略型のモ12200形と比較して4名少ない。

#### トイレ・洗面所
ク18500形の連結部に和式と洋式トイレ・洗面所が設置されている。

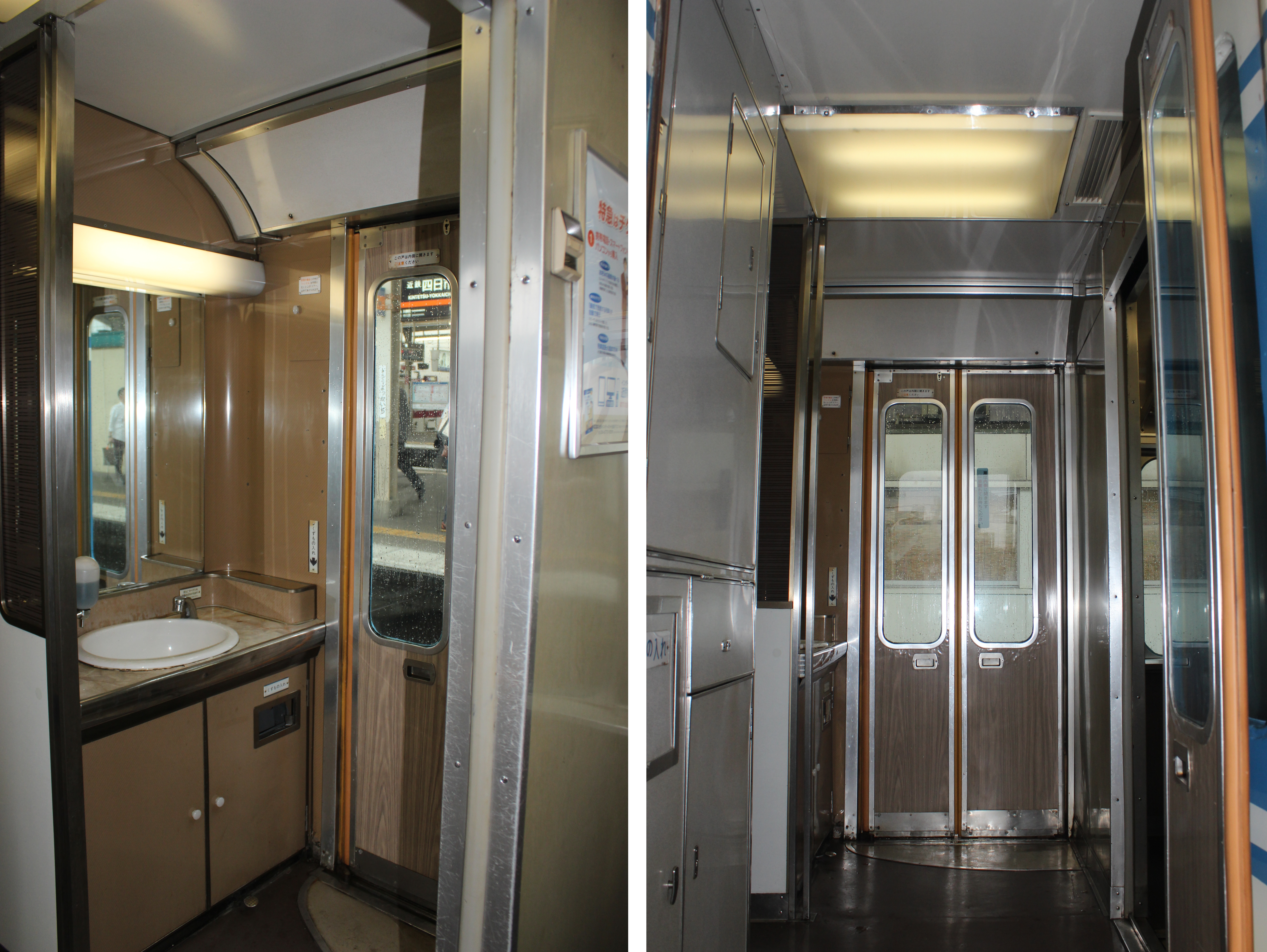
洗面台付近

## 改造・車体更新

### 列車無線の設置
1972年（昭和47年）に列車無線アンテナの設置を行った。

### スナックコーナー撤去
1977年（昭和52年）からスナックコーナーの撤去が行われた。先に改造した第4 - 第8編成はスナックコーナーを撤去した跡に8人分の座席を設置した。一方、第1 - 第3編成はスナックコーナー跡に車内販売基地を設け、余ったスペースに4人分の座席を設けた。

### 車体更新

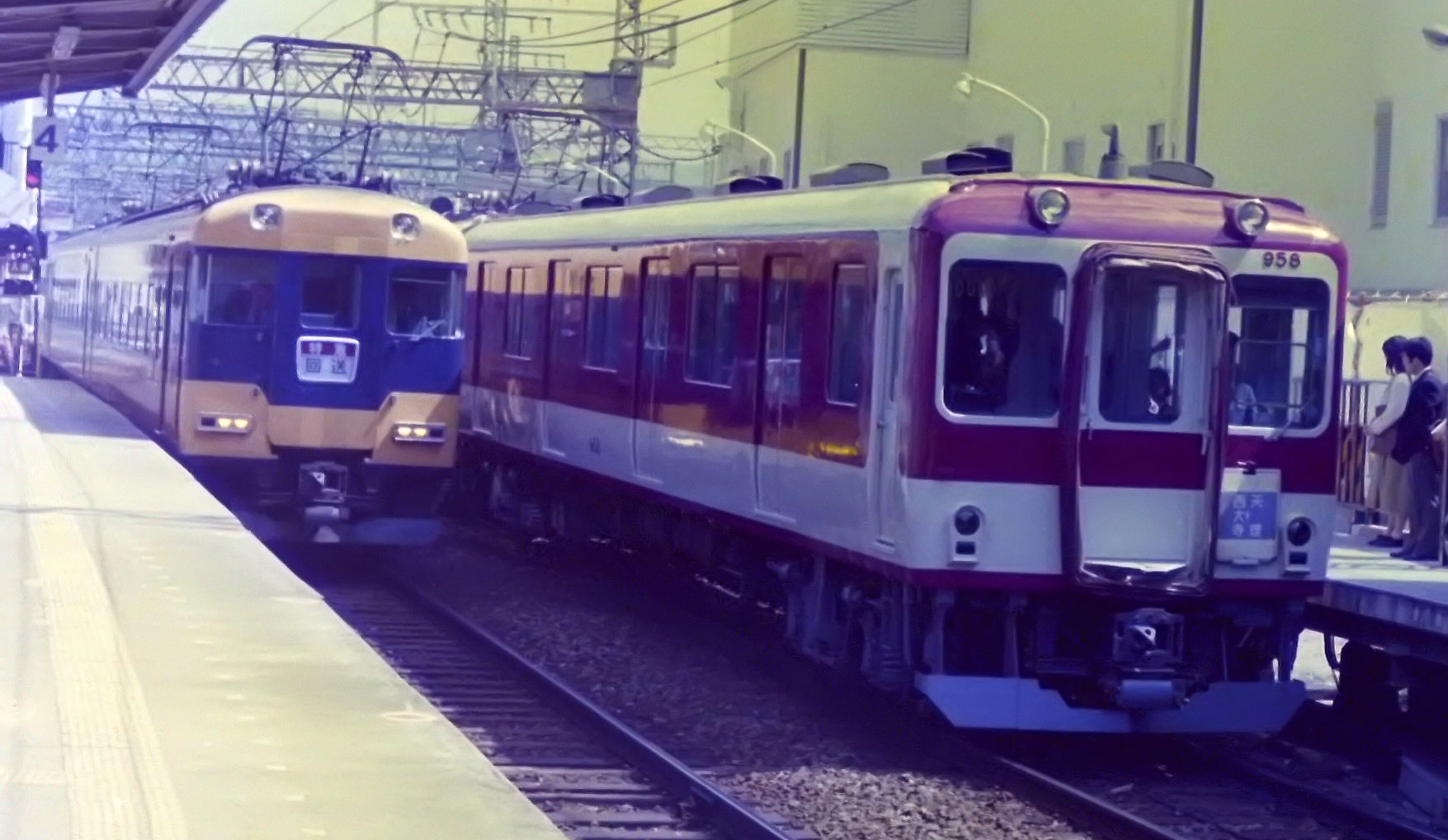
900系非冷房車と18400系車体更新車

1984年（昭和59年）から車体更新工事を開始し、内装色の変更のほか、12000系譲りの3分割による特徴的な構造の前面特急標識と、標識灯一体型の種別・行先表示板を撤去し、これらに代えて貫通扉への12400系などに準じた電動方向幕の設置と、前面左右下部への独立型の標識灯設置を実施した。
しかし、第9・10編成はスナックコーナーが当初からなかったことから更新工事は行われず、登場時のスタイルを守りつづけた。このほか、全編成とも座席のモケットをエンジ色からオレンジ色のものに取り替えている。

### ジャンパ栓撤去
1980年（昭和55年）には、電気連結器を持たない10100系の全廃を受けてジャンパ栓撤去が行われた。

### 最高速度120 km/h対応工事
当系列は12200系と同様に、製造時から将来の120 km/h運転を見越したブレーキ制御圧切替装置を搭載していたが、21000系の登場に伴って1988年（昭和63年）3月から名阪甲特急に限って実施された120 km/hへのスピードアップ対応工事から外されていた。その後、山田線の改良による速度向上が可能となったことで、1991年（平成3年）から1992年（平成4年）にかけて当系列にも最高速度120km/h対応工事が行われた。

### 団体専用車「あおぞらII」への改造
第9編成は1997年（平成9年）に団体専用車に用途変更され、18200系「あおぞらII」と同様の塗装変更を施し、特急標識・方向板差し・側面方向幕を撤去した。18200系と異なり「あおぞらII」のロゴは省略されているが、近鉄公式ホームページで「あおぞらII」であると明言されている。
車内は新造以来の偏心回転式リクライニングシートのままであり、転換クロスシートの18200系に対して座席設備では優位であったが、内装も特急車時代のままで維持されており、未更新のオレンジ系の座席モケットで木目調の化粧板であり、デッキも設けられていない。2013年（平成25年）時点の近鉄車両の中でこの組み合わせの内装を備えるのは本編成のみであった。
電算記号は「K09」から「PK09」に変更され、所属検車区も西大寺検車区から明星検車区へ変更された。団体列車として18200系と共用で運用され、繁忙期に6両編成2本での運転を可能とした。2000年（平成12年）の18400系特急車全廃以降も第9編成は残存し、2006年（平成18年）3月の15200系「あおぞらII」投入に伴う18200系引退以降も15200系の増結用として運用されていた。
2013年（平成25年）11月30日、15200系「あおぞらII」15204編成 (PN04) の追加投入により引退し、同年12月24日付で廃車された。引退に際し、特急車時代の塗装に復元された。

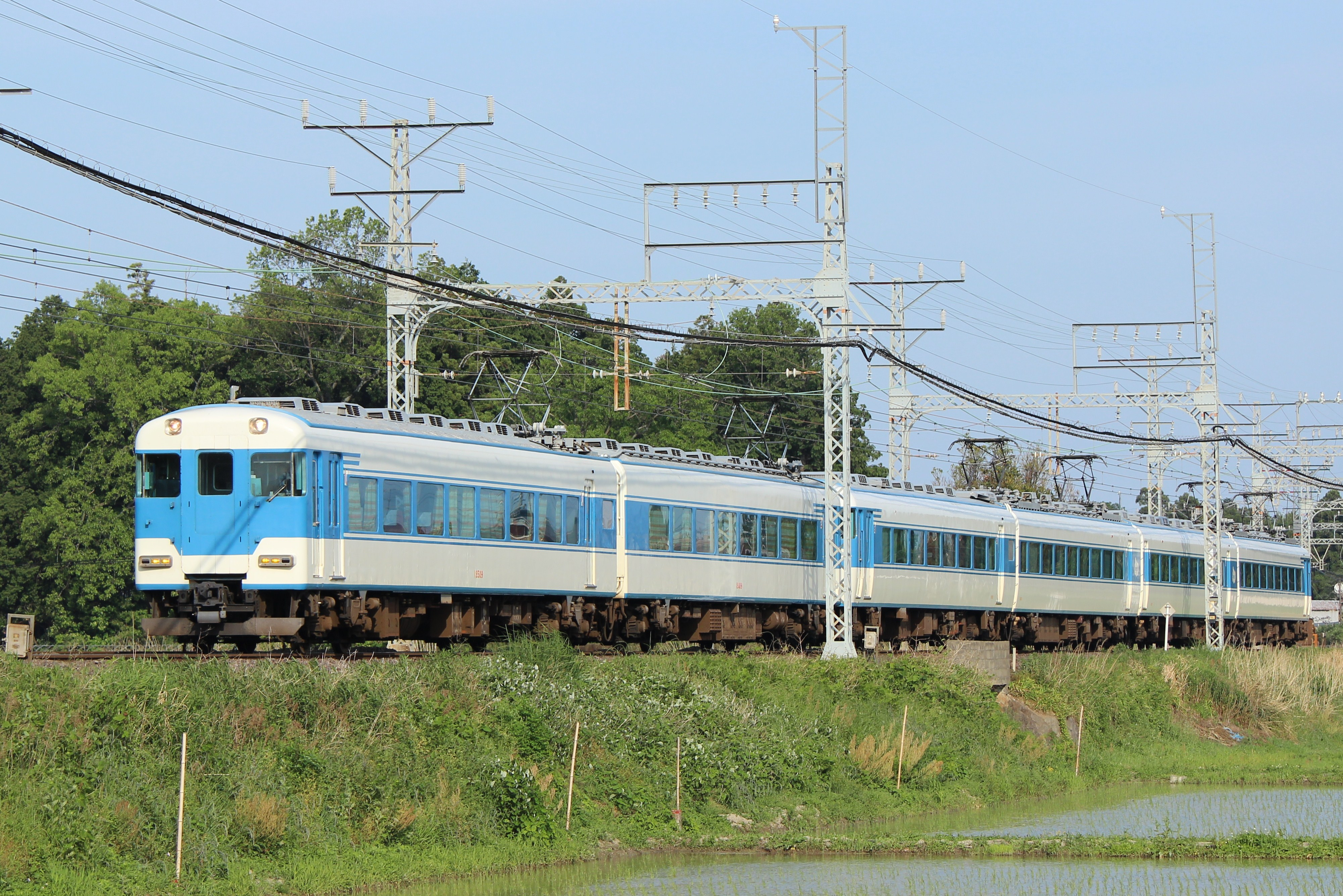
15200系と併結して名古屋方面に向かう18400系
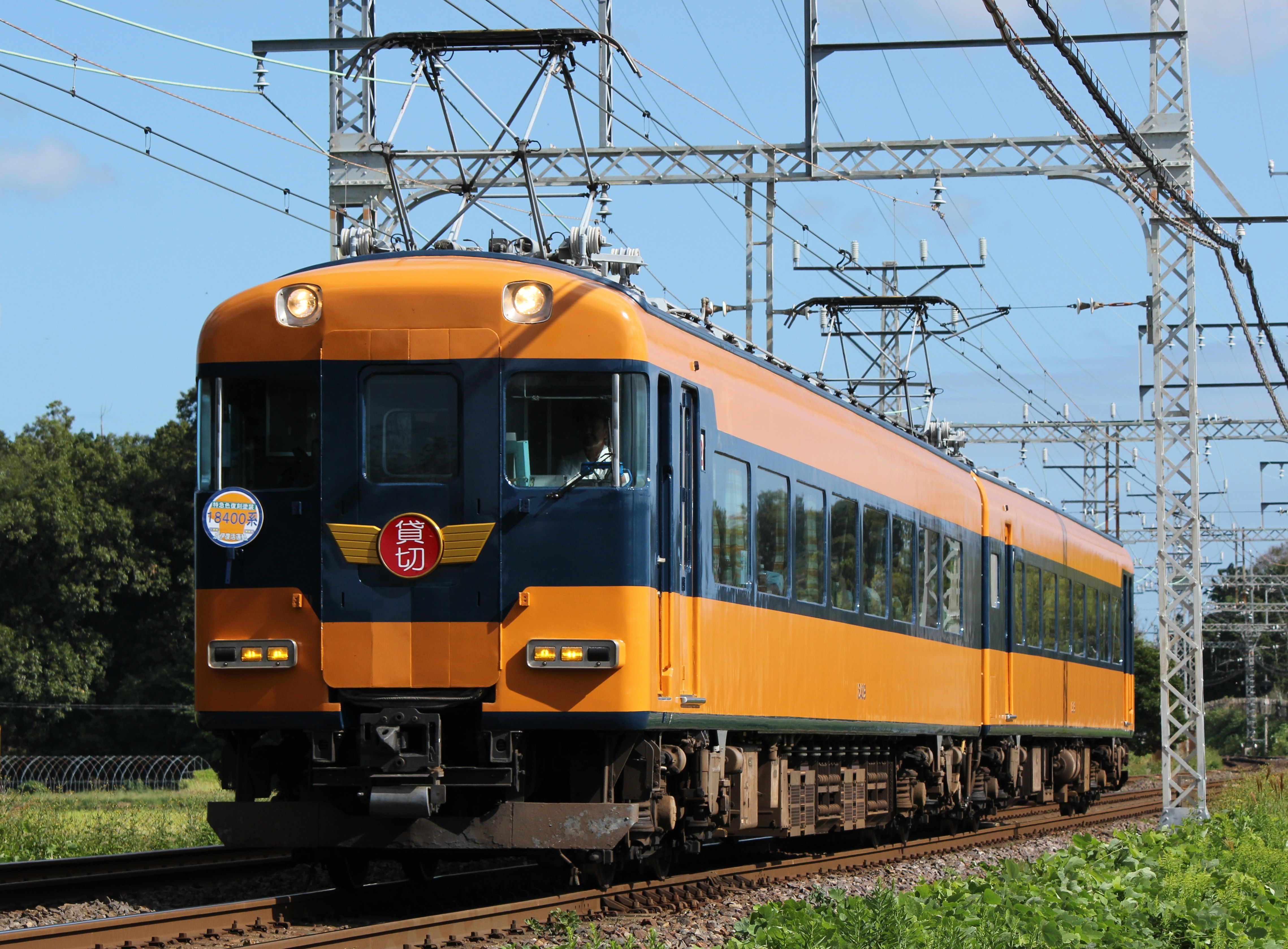
18409F 復刻塗装

## 運用
京伊特急用増備車として万博開催直前の1969年（昭和44年）3月に第1編成が竣工し、以後橿原線限界拡大工事完了までは京伊特急の主力車として重用された。昇圧までの間は暫定的に600 V設定で京都・橿原線専用車として、680系と18000系との共通運用での設定となっていた。
その後も長らく京伊・京橿特急を中心に使用された。京伊・京橿特急ではスナックコーナーの営業を行っていなかったため、実際に営業したのは散発的に名阪甲特急（名阪ノンストップ特急）に代走で使用された時などに限られた。
車体幅が狭いことによる接客面の問題から、特急利用客の減少によって車両運用に比較的余裕が生じてきた1998年（平成10年）頃からは予備車状態となり、第1・第3・第5編成については高安検車区に所属変更となった。また、スナックコーナー撤去跡にそのまま座席を設置した車両の側扉の移設改造（12200系では実施）も行われなかった。
1999年（平成11年）以降、車体更新を受けていない第10編成を皮切りに順次廃車が開始された。その後、2000年（平成12年）8月20日には同時に引退する12000系12003Fと18408Fの併結で、近鉄名古屋駅 - 五位堂駅間でさよなら運転を実施。同年内に第9編成を除く全車両が廃車となった。廃車で発生した制御装置は、3代目ビスタカー30000系のうち2代目ビスタカー10100系の制御装置を流用していた編成の交換用に転用された。
1997年に「あおぞらII」に改造された第9編成も2013年に廃車となった。

## 保存車
18409F「あおぞらII」編成の廃車後は先頭部のカットボディが高安検車区内に保存され、2014年（平成26年）のきんてつ鉄道まつりより一般公開が行われている。なお、この先頭部は復刻塗装の状態のままとなっている。

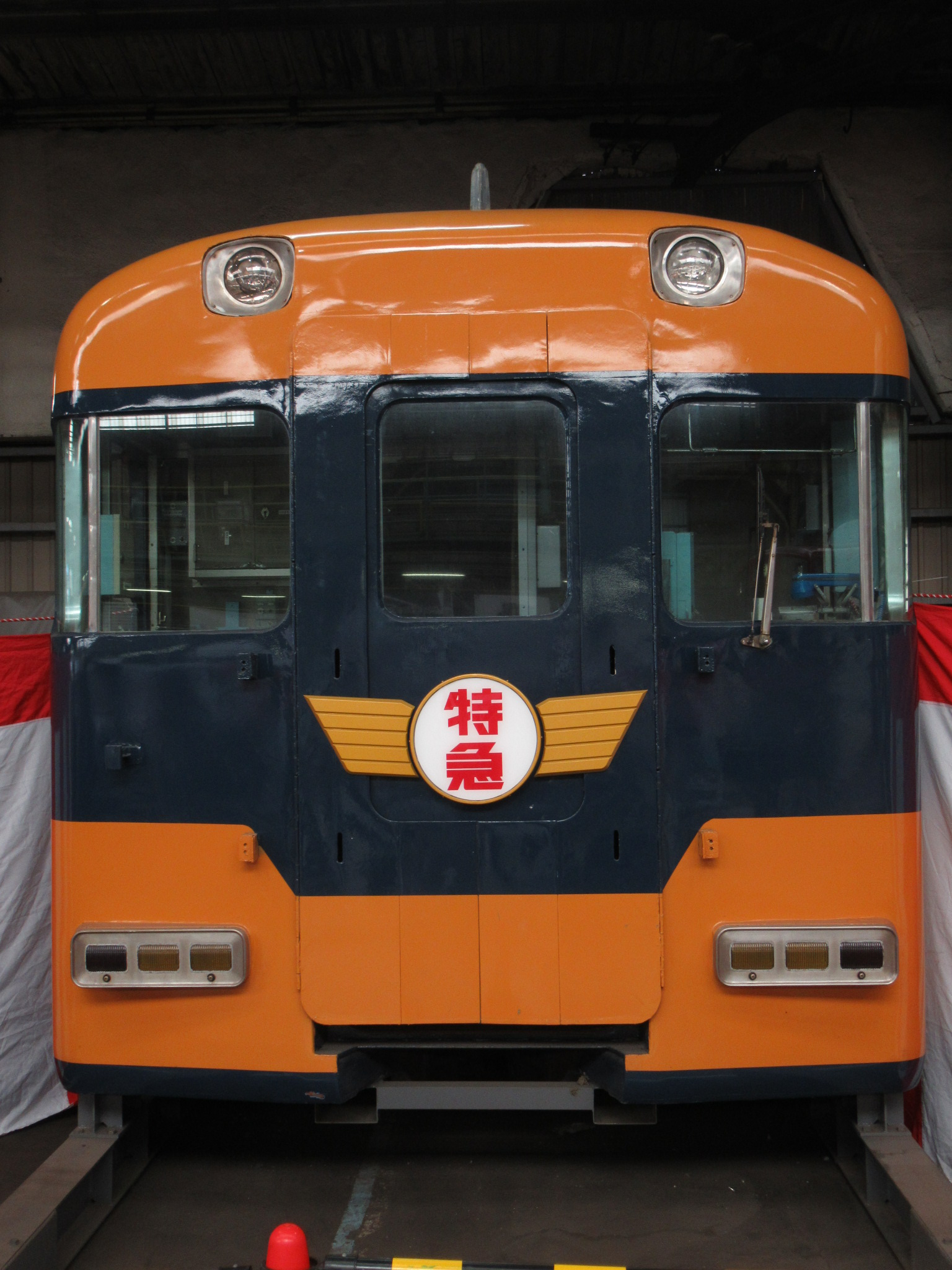
高安工場のカットボディ

## 展示物

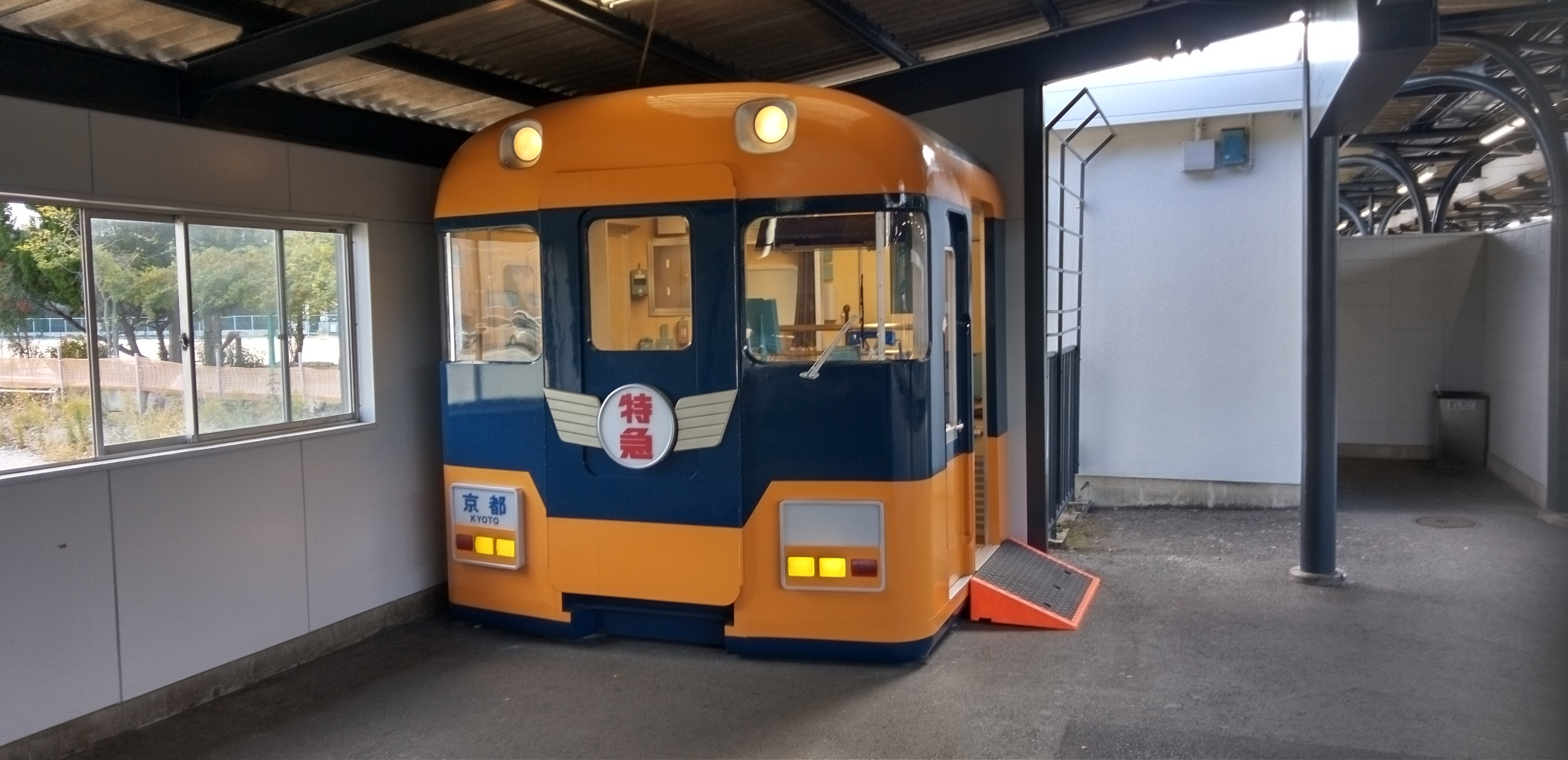
京都線小倉駅　大和西大寺方面ホームに設置された18400系運転台部分のレプリカ

2024年9月21日の京都線小倉駅のリニューアルに際し、同車の先頭部を模したFRP製モックアップが設置された。展示物には車両に乗り込んでの写真撮影や、車両付近に設置している二次元コードから専用のアプリをダウンロードすると、FRP造形が走り出すようなAR動画が流れ、まるで運転士になって電車を運転しているような映像を見ることができる。